# سیاهک ساقه و برگ گندم
سیاهک ساقه و برگ گندم (نام علمی: Urocystis agropyri) نام یک گونه از رده قارچ‌های سیاهکی است.